# ローコード開発プラットフォーム
ローコード開発プラットフォーム (英: low-code development platform, LCDP) (ローコード(英: LowCode)とも言う)は、従来の手書きのコンピュータ・プログラミングの代わりに、グラフィカルユーザインタフェースと設定を通じてアプリケーションを作成するために使用される開発環境を提供するソフトウェアである。ローコードモデルにより、様々な経験レベルの開発者が、モデル駆動型ロジックと組み合わせたビジュアルユーザインタフェースを使用してアプリケーションを作成することが可能になる。このようなプラットフォームでは、完全に動作するアプリケーションを作成することもできるし、特定の状況のために追加のコーディングが必要となる場合もある。ローコード開発プラットフォームは、従来の手作業によるコーディングの量を減らし、ビジネスアプリケーションの提供を加速する。共通の利点は、正式なプログラミングスキルを持つ人だけでなく、幅広い人々がアプリケーションの開発に貢献できるということである。LCDPは、セットアップ（設置）、トレーニング（訓練）、デプロイメント（展開）、およびメンテナンス（保守）の初期コストも削減できる。
ローコード開発プラットフォーム市場は2011年までさかのぼることができ、2014年6月9日、業界アナリストのフォレスター・リサーチが具体的な名前を与えた。
LCDPのルーツは、1990年代から2000年代初頭の第四世代言語 (4GL) とラピッドアプリケーション開発ツールにまでさかのぼる。これらの先行開発環境と同様に、LCDPはモデル駆動設計、自動コード生成、ビジュアルプログラミングの原則に基づいている。エンドユーザー・コンピューティングという概念も以前から存在していた、LCDPはこの開発に取り組むためのいくつかの新しい方法をもたらした。

## 利用
マイクロコンピュータ革命の結果として、企業は従業員の拠点に広くコンピュータを展開し、ソフトウェアを使ったビジネスプロセスの広範な自動化を可能にした。ソフトウェアの自動化とビジネスプロセス用の新しいアプリケーションの必要性から、ソフトウェア開発者は、組織固有の需要に合わせてカスタマイズするアプリケーションを大量に作成する必要がある。ローコード開発プラットフォームは、組織特有のプロセスやデータの需要に対応できる実用的なアプリケーションを迅速に作成し、使用を可能にする手段として開発されてきた。

## 反応
調査会社のフォレスターは2016年、ローコード開発プラットフォームの市場全体が2020年までに155億ドルに成長すると予測した。市場のセグメントには、データベース、リクエスト処理、モバイル、プロセス、汎用のローコードプラットフォームなどが含まれる。
ローコード開発の市場成長は、その柔軟性と容易さに起因する可能性がある。ローコード開発プラットフォームは、アプリケーションの汎用的な目的に焦点を移しており、必要に応じてカスタムコードを追加できる。
モバイルアクセシビリティは、ローコード開発プラットフォームを使用する原動力の一つである。開発者がマルチデバイスソフトウェアの作成に時間を費やす代わりに、ローコード・パッケージには通常、その機能が標準装備されている。
コーディングに関する知識が少なくて済むため、ソフトウェア開発環境のほとんどの人が、ローコード開発プラットフォームの使い方を学ぶことができる。ドラッグ・アンド・ドロップ・インターフェースなどの機能は、ユーザがアプリケーションを視覚化して構築するのに役立つ。

## セキュリティとコンプライアンスへの懸念
ローコード開発プラットフォームのセキュリティとコンプライアンスへの懸念は、特に消費者データを使用するアプリで高まっている。迅速に構築されたアプリのセキュリティや、適切なガバナンス・リスク・コンプライアンス(GRC)の欠如がコンプライアンス上の問題につながる可能性が懸念される。しかし、ローコードのアプリは、セキュリティの革新を促進するものでもある。継続的なアプリ開発を念頭に置くことで、安全なデータワークフローの作成が容易になる。それでも、正規化システム理論 (Herwig Mannaert, Jan Verelst, Peter De Bruyn, 2016) を適用せず、厳密に遵守しないローコード開発プラットフォームでは、変化により複雑さが増すという課題の解決が残っている。

## アナリストによる取材と大衆の評価
ローコード開発プラットフォームに関するフォレスターのレポート (「The Forrester Wave™: Low-code Development Platforms, Q2 2016」)では、ローコード開発プラットフォームの提供者に関する26項目の評価が取り上げられた。
2017年7月に、ローコード市場の成長をチャート化したフォレスターの最新レポート (Vendor Landscape: A Fork In The Road For Low-Code Development Platforms)が発表され、3つの業界トレンドが強調されている：
- 成長 - ローコード市場は今後5年間で210億ドルを超えると予測されている。

- 多様化 - 2つの主要な発展途上の市場セグメントは、ビジネス（「市民」）開発者とAD&D（アプリ開発）プロフェッショナルのニーズに焦点を当てている。
- 統合 - ローコードの採用が拡大し、企業がAI、ロボット工学、機械学習などのテクノロジーに目を向けるにつれ、これらの機能を提供するためのソリューションが成長する必要がある。

ローコード開発プラットフォームに関するG2Crowdのレポートでは、46製品の市場シェアとユーザーレビューを評価した。
2018年8月、フォレスターは更新レポートを発表した。レポートでは、企業によるローコードプラットフォームの継続的な採用や、ローコードプラットフォームと既存の開発者ツールの融合による、より広範なアプリケーション開発エコシステムへの移行など、主要なトレンドを取り上げている。

## 批判
一部のIT専門家は、ローコード開発プラットフォームが大規模でミッションクリティカルなエンタープライズアプリケーションに適しているかどうかを疑問視している。また、これらのプラットフォームが実際に開発をより安価に容易にしたりするのか疑問を呈している。さらに、一部のCIOは、社内でローコード開発プラットフォームを採用することで、シャドーITによって構築されたサポートされていないアプリケーションの増加する可能性があるという懸念を表明している。

## ローコード対ノーコード
ノーコード開発プラットフォームは、ローコード開発プラットフォームと似ているが、どちらもコーディングを全く必要としない特徴を持つ。
この2つの間の線引きは明確ではない。しかし、いくつかの重要な違いがある：
- アプリ作成 - ノーコード・プラットフォームは、どんなエンドビジネスユーザでもアクセス可能であるのに対し、ローコードプラットフォームは、プラットフォームの制約内で作業できる専門の開発者が必要である。
- コア・デザイン - ノーコード プラットフォームは、モデル駆動型の宣言的アプローチで機能する傾向があり、エンドユーザがドラッグ・アンド・ドロップ操作や簡単な式を通じてアプリの設計を指示する。ローコードプラットフォームは、アプリケーションのコアアーキテクチャを指定するためにハードコードに依存している[17]。
- ユーザ・インターフェイス - ノーコード プラットフォームは、ほとんどの場合、アプリのデザインを簡素化し合理化するプリセットのユーザインタフェース層に依存している。ローコードプラットフォームでは、追加のコーディングと複雑な要件を犠牲にして、UIオプションの柔軟性を高めることができる[18]。